# Gran Canaria
Gran Canaria – wyspa na Oceanie Atlantyckim należąca do Hiszpanii, będąca częścią archipelagu Wysp Kanaryjskich. Leży nieopodal północno-zachodnich wybrzeży Afryki, wraz z całym archipelagiem zaliczana jest do Makaronezji. Razem z wyspami Lanzarote i Fuerteventura tworzy prowincję Las Palmas. Stolicą wyspy jest miasto Las Palmas. Wyspa zajmuje centralne miejsce w archipelagu kanaryjskim i jest usytuowana pomiędzy Teneryfą a Fuerteventurą. Gran Canaria wraz z sąsiednią Teneryfą bywa nazywana „kontynentem w miniaturze” ze względu na występowanie kilku typów krajobrazu i kilku stref klimatycznych. Na wyspie znajduje się jeden obiekt wpisany na Listę Światowego Dziedzictwa UNESCO: stanowisko archeologiczne Risco Caído i Święte Góry Gran Canarii.

## Pochodzenie nazwy wyspy
Pomimo że historycy nie mogą dojść do porozumienia, większość z nich uważa, że pierwotna nazwa wyspy w języku Guanczów brzmiała Tamarán lub Tamarant.

## Opis ogólny
Wyspa Gran Canaria, ze swoją powierzchnią prawie 1600 km² jest trzecią co do wielkości i drugą co do ludności z 802,247 mieszkańców wyspą archipelagu. Znajduje się na 28º szerokości północnej i 15º 35' długości zachodniej. Posiada miano „kontynentu w miniaturze” dzięki swojej różnorodności klimatycznej, różnicom geograficznym oraz zróżnicowanej florze i faunie.
Wyspa ma okrągły kształt z masywem górskim pochodzenia wulkanicznego w centrum wyspy. Najwyższy punkt wyspy to Pico de Las Nieves (1949 m n.p.m.). Wyróżniają się także formy skalne takie jak Roque Nublo (1813 m n.p.m.) i Roque Bentayga (1412 m n.p.m.).
Na wyspie rozróżnia się dwie strefy:
- Noreste (północny wschód) zwany Neocanaria o ukształtowaniu bardziej współczesnym, gdzie znajdują się tereny osadowe uformowania podmorskiego. W tej strefie znajdziemy też formacje o ukształtowaniu tarasowatym i stożki wulkaniczne takie jak na przykład Caldera de Bandama i inne bardziej zniszczone przez erozję, położone na wschodzie w Tenteniguada, Temisas i Tirajana. Znajdują się w tej strefie również równiny i wąwozy przynależące do Telde, Guayadeque i Tirajana.

W najbardziej wysuniętym na północny wschód miejscu wyspy znajduje się mały półwysep zwany La Isleta, połączony z lądem przesmykiem Guanarteme, z plażami Las Canteras i Las Alcaravaneras usytuowanymi na jego brzegach. La Isleta przynależy do miasta Las Palmas de Gran Canaria i znajdują się na niej trzy charakterystyczne wzgórza: Montaña del Faro (251 m n.p.m.), Isleta (239 m n.p.m.) i Montaña del Vigía (212 m n.p.m.).
- Suroeste (południowy zachód) zwana Tamarán. Jest to najstarsza część wyspy, co można łatwo stwierdzić biorąc pod uwagę liczbę znajdujących się tam wąwozów. Do tej strefy przynależy również centrum wyspy, gdzie znajdują się najwyższe jej wzniesienia. Wyróżnia się szczególnie masyw Tamadaba ze swoimi urwiskami. Szczyt Faneque położony 1 kilometr od wybrzeża ma wysokość 1096 m n.p.m. W tym rejonie znajdują się między innymi wąwozy Aldea, Agaete, Arguineguín i Fataga.

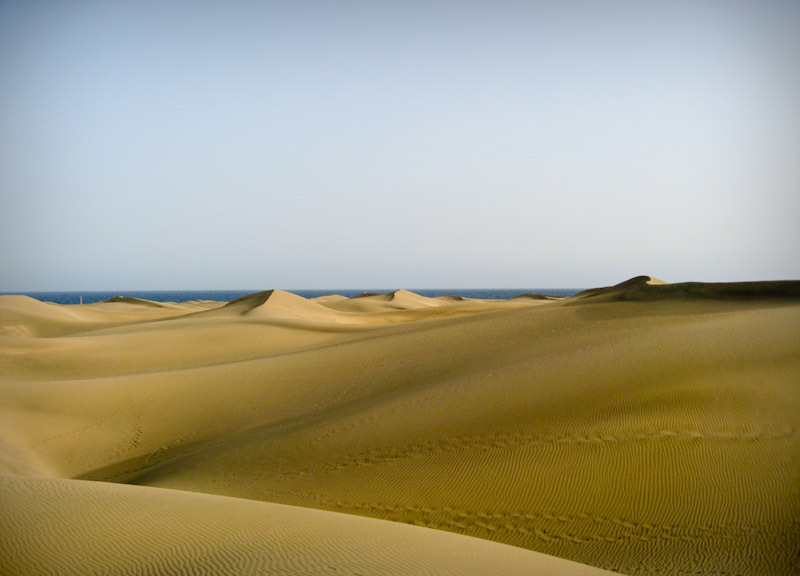
Wydmy Maspalomas
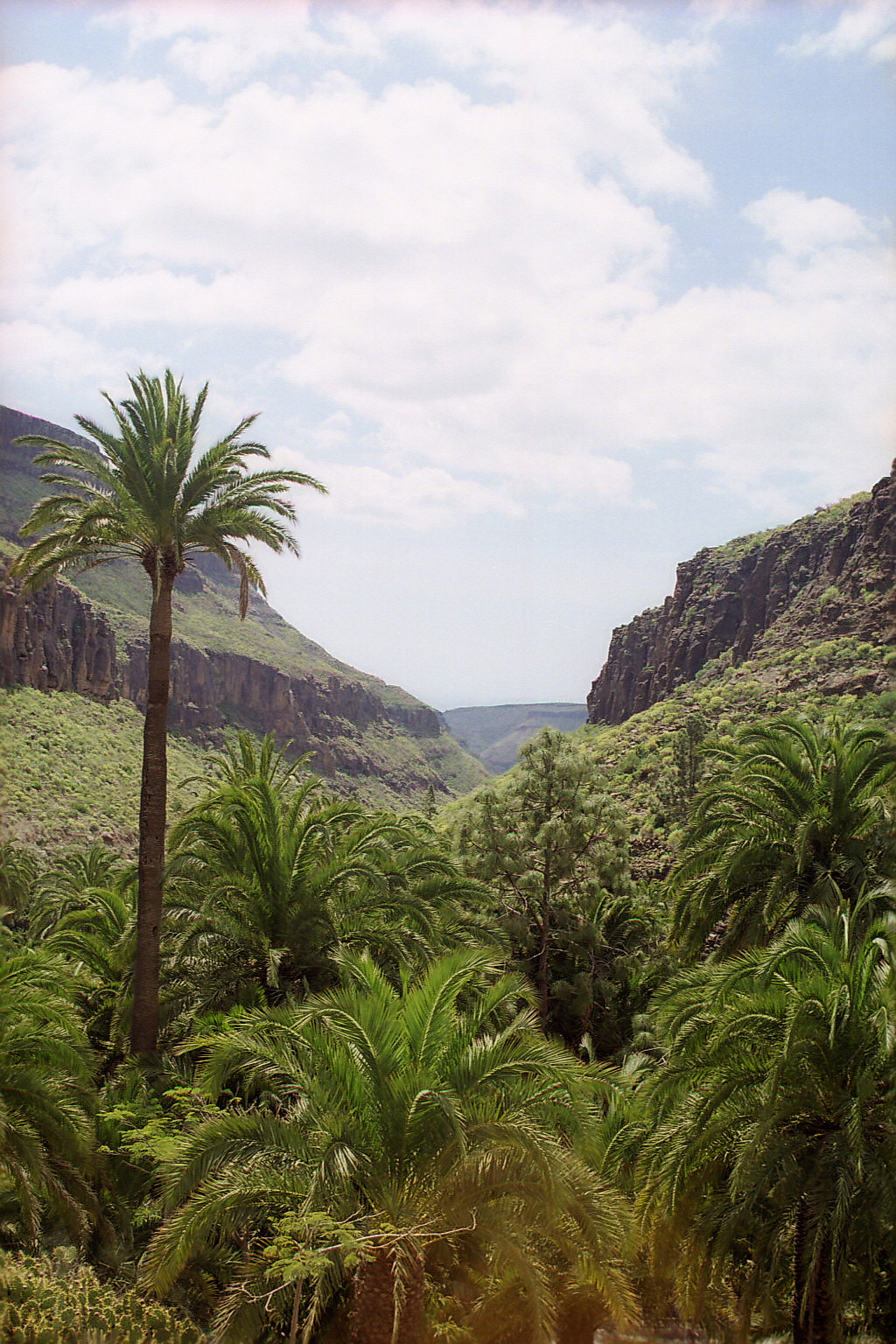
Środkowa część Gran Canarii
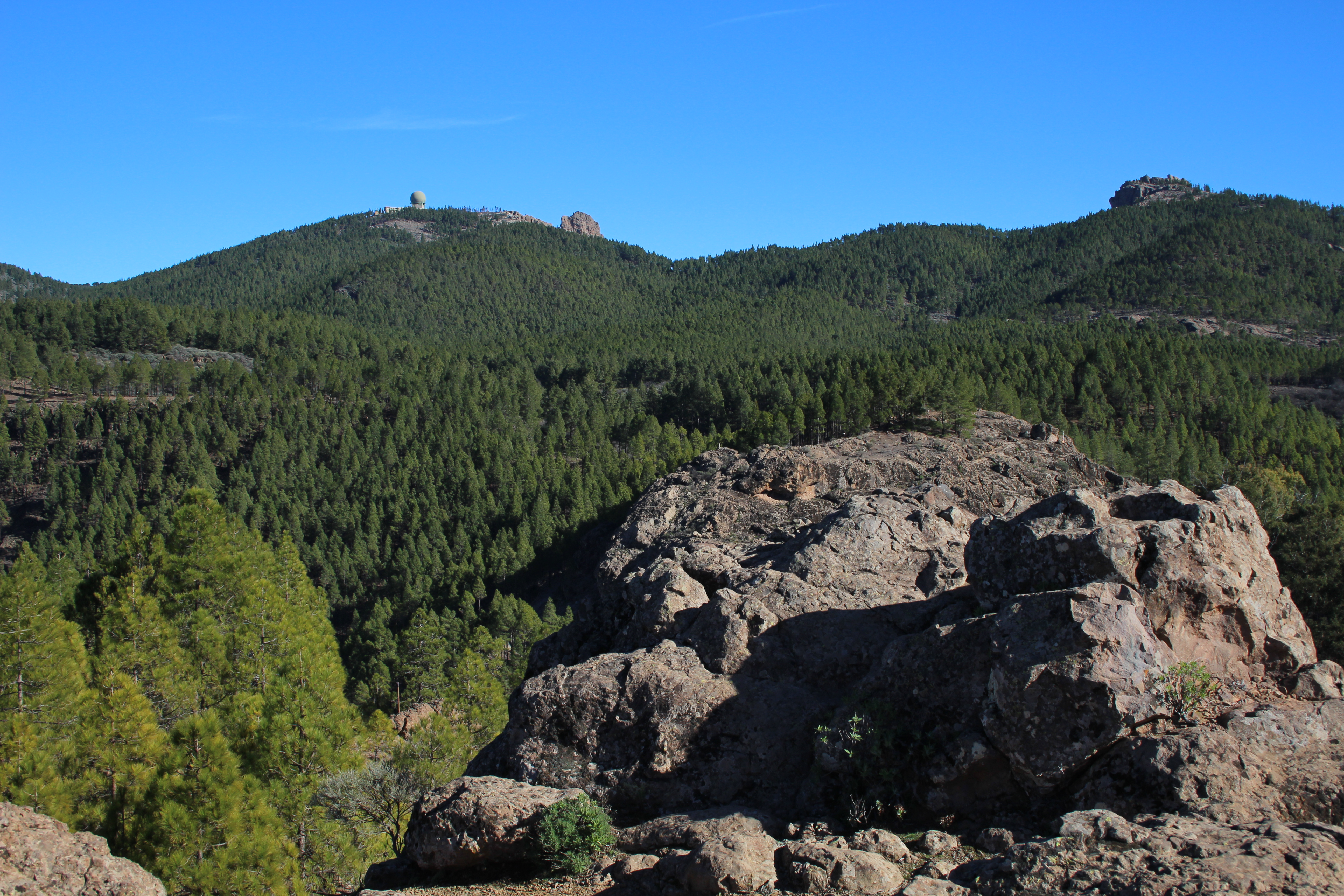
Pico de las Nieves, najwyższy szczyt Gran Canarii

## Transport

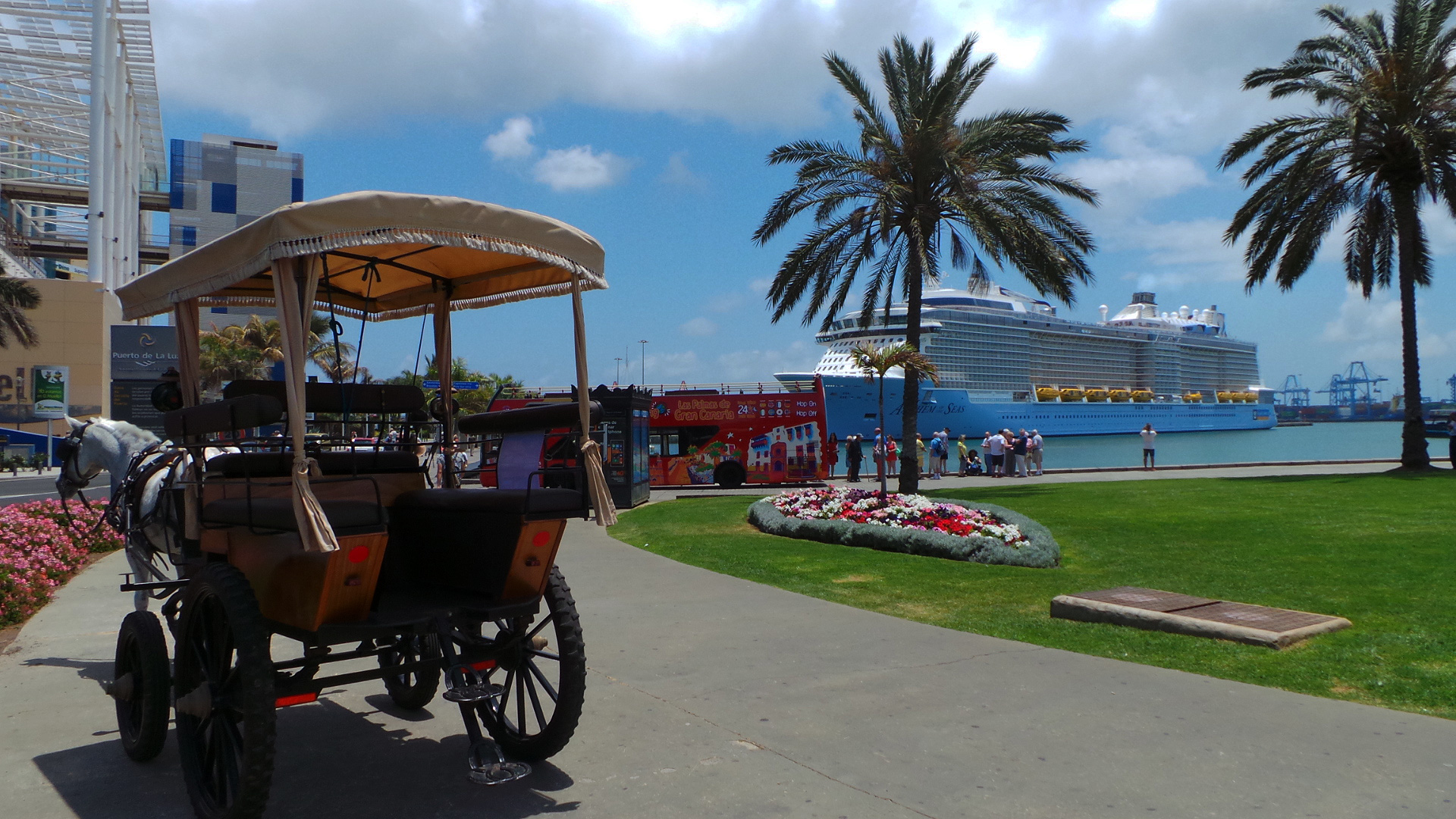
Autobus piętrowy turystyczny oraz bryczka przed Portem Las Palmas

Głównym portem morskim wyspy jest port Las Palmas położony w stolicy wyspy. Znajduje się tu także port Puerto de Agaete znajdujący się w miasteczku Agaete.
Wyspa jest obsługiwana przez międzynarodowy port lotniczy Gran Canaria (Aeropuerto de Gran Canaria), położony tuż obok miasta Telde, jednego z największych miast wyspy.
Sieć drogowa wyspy jest zwarta a jej punktem newralgicznym jest miasto Las Palmas de Gran Canaria. Drogi wiodące do części centralnej wyspy są dostosowane do jej warunków terenowych, z powodu licznych wąwozów ją przecinających. Głównymi drogowymi szlakami komunikacyjnymi są drogi dwupasmowe i autostrady:
- GC-1, która jest główną osią wyspy i łączy miasto Las Palmas de Gran Canaria ze strefą turystyczną południa wyspy biegnąc wybrzeżem wschodnim,
- GC-2, która łączy stolicę wyspy z miastem Agaete, okrążając północne zbocza wyspy,
- GC-3 zwana obwodnicą Las Palmas.

oraz łącznice autostradowe:
- GC-23
- GC-31

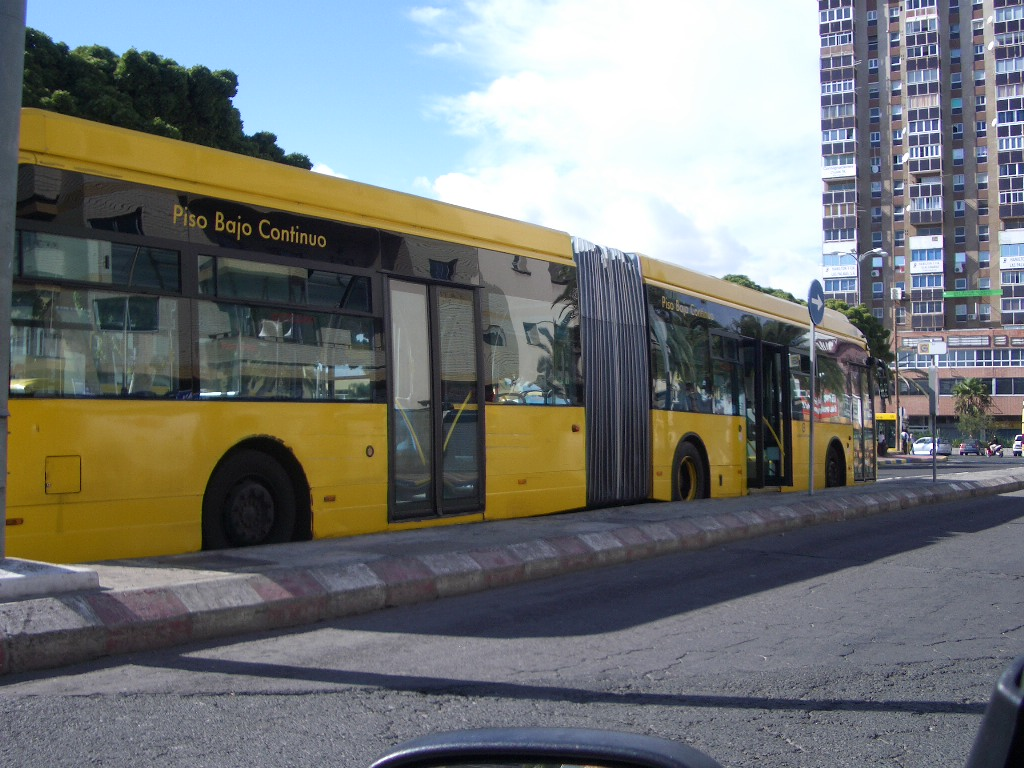
Autobus miejski Guaguas Municipales
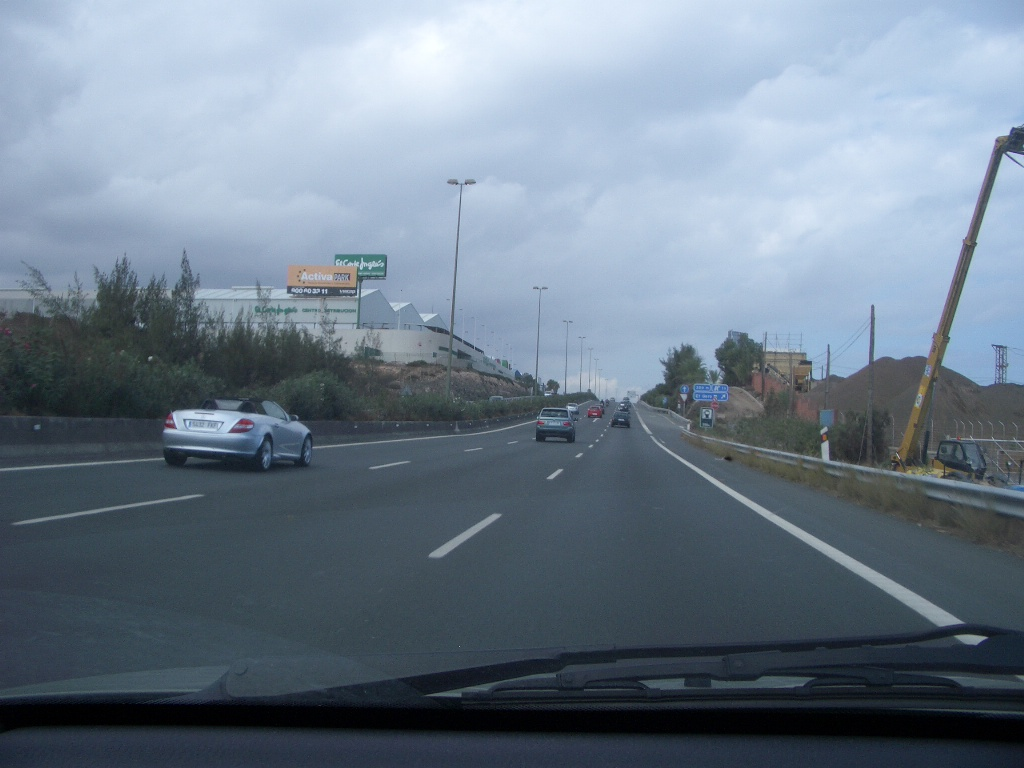
Autostrada GC-1
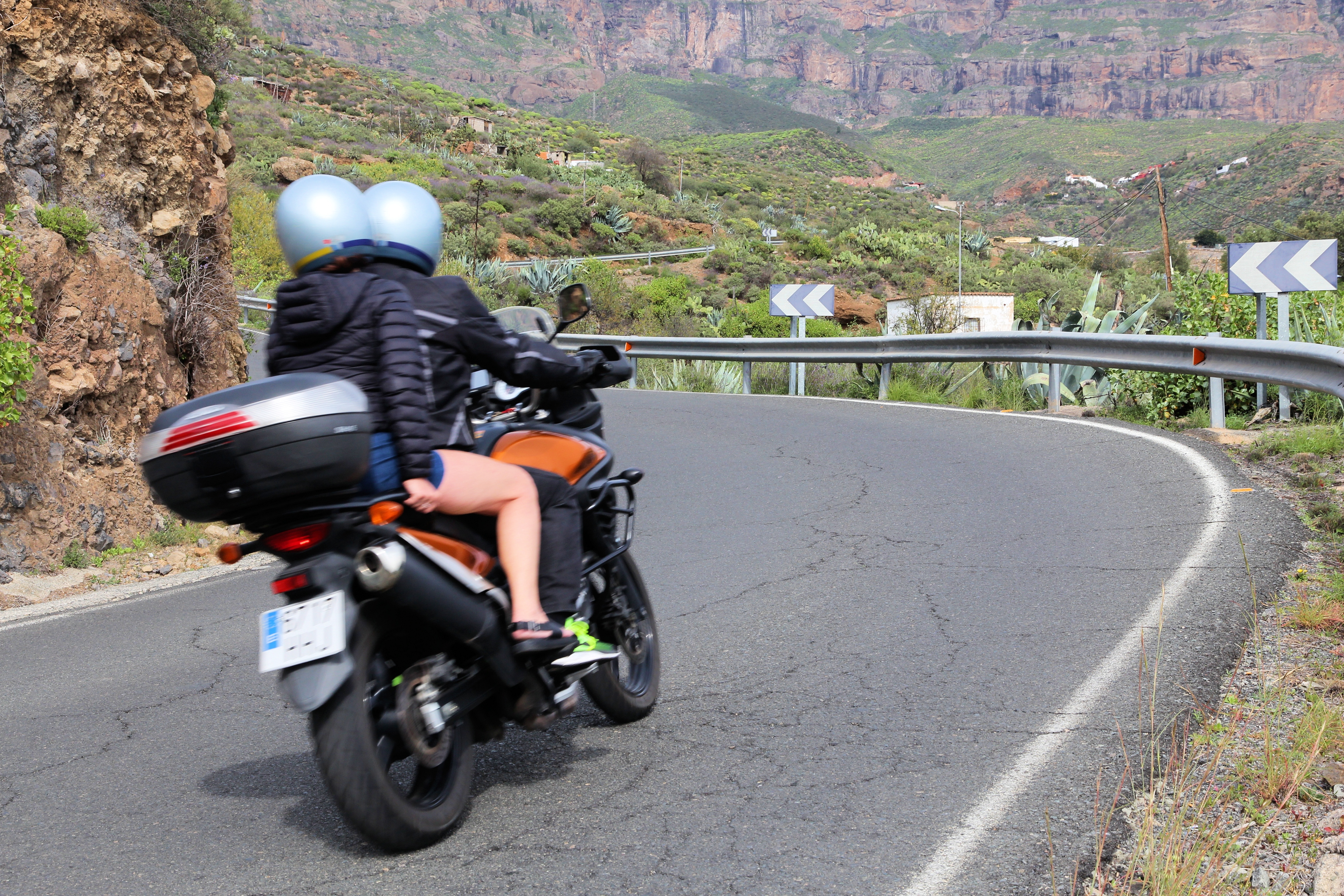
Motocykl na górskiej drodze w rejonie Tejeda

## Gospodarka

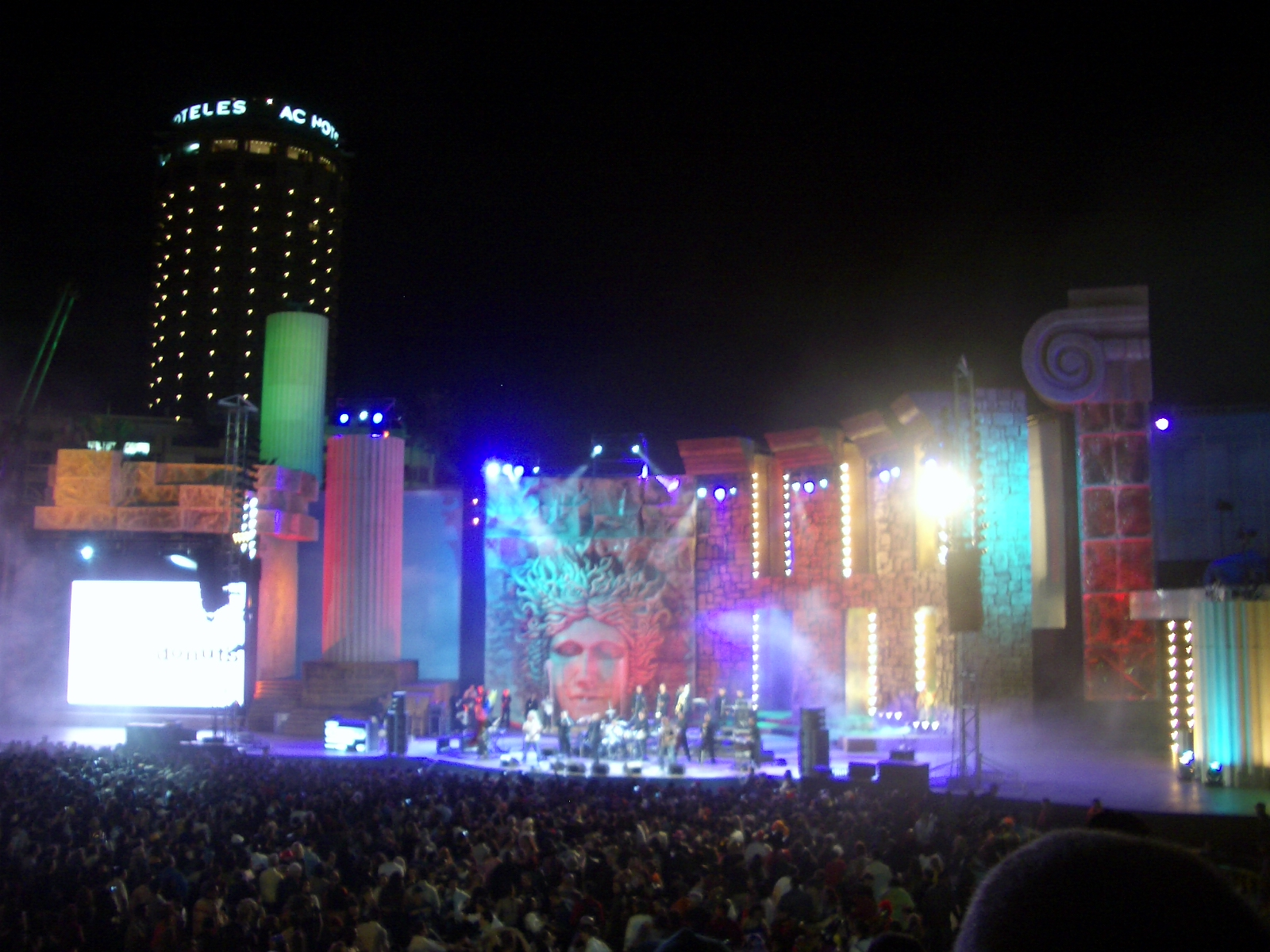
Karnawał w Las Palmas

Motorem napędowym gospodarki wyspy jest turystyka, która również napędza rozwój budownictwa. Prawie trzy czwarte pieniędzy generowanych na wyspie pochodzi z sektora usługowego.

## Główne miasta turystyczne

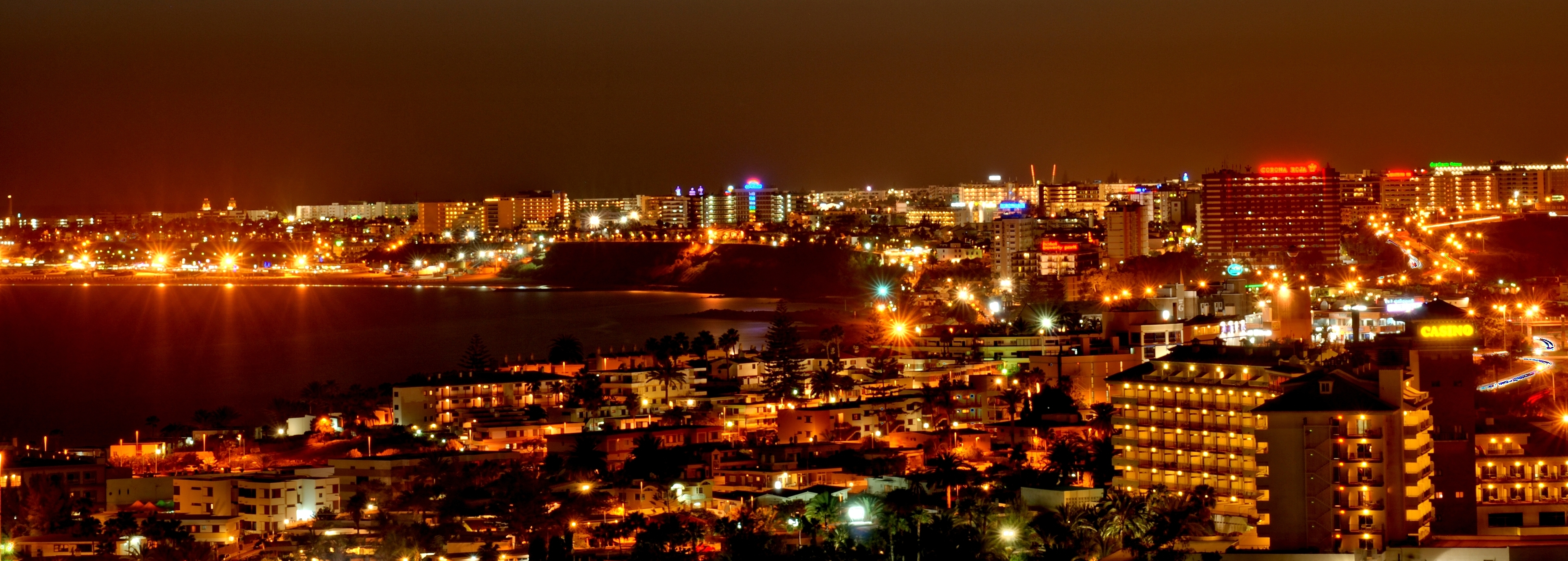
Playa del Inglés

Oprócz stolicy, głównym centrum turystycznym wyspy są trzy połączone miejscowości – Maspalomas (z przyległym Meloneras), Playa del Inglés i San Agustin. Składają się głównie z infrastruktury hotelowej, liczba turystów wielokrotnie przewyższa liczbę mieszkańców. Maspalomas znane jest ze swojego ekosystemu wydmowego (rezerwat Dunas de Maspalomas), często odwiedzanego, którego przetrwanie jest zagrożone poprzez rozwój urbanistyczny przeszkadzający w odtwarzaniu się wydm.
Druga strefa turystyczna leży na zachód od Maspalomas i obejmuje miejscowości Arguineguin, Puerto Rico i Puerto de Mogan oraz znajdujące się między nimi osiedla hotelowe Patalavaca, La Verga, Amadores i Taurito. W Amadores i Puerto de Mogan znajdują się sztuczne plaże usypane z piasku saharyjskiego, a w Patalavaca – ze sprowadzonego z Bahamów. W miejscowościach tych są oprócz hoteli liczne apartamenty do wynajmowania lub nabycia.
Turystyka wyspy Gran Canaria jest głównie typu plażowego, chociaż obiekty naturalne takie jak Roque Nublo (wolnostojąca skała o wysokości 60 m położona w centrum wyspy). Poza tym wyspa znana jest z osiedli jaskiniowych Artenara i Guayadeque, w których mieszkają ludzie, zajmując jaskinie przerobione na mieszkania. Miejscem kultu maryjnego w centrum wyspy jest miasteczko Teror. Dawnymi siedzibami pierwotnych mieszkańców wyspy, Guanczów, są Telde (drugie co do wielkości miasto wyspy) i Gáldar, w pobliżu którego leżą jaskinie Guia.

## Rolnictwo
Wyróżniają się nawadniane uprawy bananów i pomidorów, przeznaczonych na eksport. Pomidory uprawia się na południowym zachodzie wyspy a banany w strefie północnej.
W wyżej położonych partiach wyspy uprawia się zboże, rośliny strączkowe i ziemniaki, które to uprawy służą zaopatrzeniu rynku wewnętrznego. W ciągu ostatnich dziesięcioleci uprawy te uległy jednak znacznemu ograniczeniu ze względu na wysokie koszty produkcji i coraz większy import.

## Zabytki
Największa część zabytków jest pozostałością po epoce podboju wyspy, chociaż udało się zachować pewne ślady kultury pozostałe po plemionach tubylczych wyspy. Są to Malowana Jaskinia Gáldar, Klasztor Valerón w Santa María de Guía itp. Innymi zabytkami są m.in.:
- Katedra kanaryjska (Catedral de Canarias)
- Basílica de Nuestra Señora del Pino
- Basílica de San Juan Bautista
- Parroquia de San Francisco de Asís
- Iglesia Matriz de Santiago de Los Caballeros

## Podział administracyjny

Podział administracyjny Gran Canarii

Wyspa Gran Canaria jest podzielona na 21 okręgów miejskich:
| - Agaete - Agüimes - Artenara - Arucas - Firgas - Gáldar - Ingenio - Mogán - Moya - Las Palmas de Gran Canaria - San Bartolomé de Tirajana |  | - San Nicolás de Tolentino - Santa Brígida - Santa Lucía de Tirajana - Santa María de Guía de Gran Canaria - Tejeda - Telde - Teror - Valleseco - Valsequillo de Gran Canaria - Vega de San Mateo |